# 坎寧安角 (阿肯色州)
坎寧安角（英語：Cunningham Corner）是位於美國阿肯色州克里坦登縣的一個非建制地區。該地的面積和人口皆未知。

## 地理
坎寧安角的座標為35°11′30″N 90°17′30″W / 35.19167°N 90.29167°W，而該地的平均海拔高度為66米（即217英尺）。